# Mrs Johnstone’s Cottage

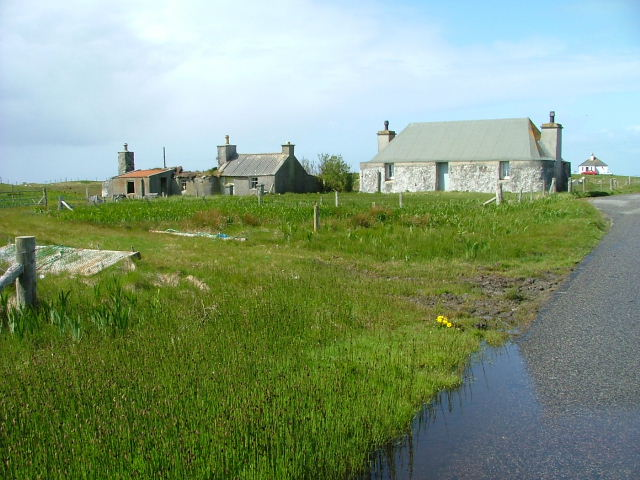
Mrs Johnstone’s Cottage

Mrs Johnstone’s Cottage ist ein Cottage auf der schottischen Hebrideninsel South Uist. 1980 wurde das Gebäude in die schottischen Denkmallisten in der höchsten Kategorie A aufgenommen.

## Geschichte
Das Cottage stammt wahrscheinlich aus dem 19. Jahrhundert. Es befindet sich in Privatbesitz und steht seit dem Tod der letzten Bewohnerin, einer Frau Johnstone, leer. 1998 wurde es in das Register gefährdeter, denkmalgeschützter Bauwerke in Schottland eingetragen. Zu dieser Zeit befand sich das reetgedeckte Dach in schlechtem Zustand und war teilweise mit Planen abgedeckt. Noch im selben Jahr wurde eine neue Dachkonstruktion aufgesetzt und mit Dachpappe abgedichtet. Mrs Johnstone’s Cottage wird seitdem als witterungsgeschützt und bewohnbar beschrieben, blieb jedoch unbewohnt. Sein Zustand wurde 2015 als gut mit geringem Risiko für die Bausubstanz eingestuft.

## Beschreibung
Das Gebäude befindet sich im Norden der Insel an einer Nebenstraße der A865. Es handelt sich um ein einstöckiges, längliches Cottage, wie es für die Insel Skye typisch ist. Die symmetrisch aufgebaute Vorderfront weist nach Osten. Die mittige Eingangstür wird von zwei Sprossenfenstern flankiert. An den verbleibenden Gebäudeseiten ist jeweils ein Fenster zu finden. Das mächtige Mauerwerk besteht aus Bruchstein und ist an den Gebäudekanten abgerundet. Zwei einfache Schornsteine ragen an den kurzen Seiten auf. Das Reetdach ist einer Dachkonstruktion mit Dachpappe gewichen. Die Außenmauern sind teilweise mit Muscheln verziert, welche wahrscheinlich von der letzten Bewohnerin angebracht wurden.